# قائمة آثار قبطية مصرية
| اسم الأثر                   | الصورة | تاريخ الإنشاء | المنشئ | الموقع                              | ملاحظات |
| --------------------------- | ------ | ------------- | ------ | ----------------------------------- | ------- |
| كنيسة القديس أبو سرجة       |        |               |        | حي مصر القديمة                      |         |
| كنيسة بربارة                |        |               |        | حي مصر القديمة                      |         |
| كنيسة القديس جورج (القاهرة) |        |               |        | حي مصر القديمة                      |         |
| الكنيسة المعلقة             |        |               |        | حي مصر القديمة                      |         |
| كنيسة البازيليك             |        |               |        | حي مصر الجديدة                      |         |
| دير سانت كاترين             |        |               |        | سانت كاترين                         |         |
| الدير الأبيض                |        |               |        | محافظة سوهاج                        |         |
| الدير الأحمر                |        |               |        | محافظة سوهاج                        |         |
| البجوات                     |        |               |        | مدينة الخارجة، محافظة الوادي الجديد |         |
| أبو مينا                    |        |               |        | الإسكندرية                          |         |